# Legacy (Arrow)
Legacy es el primer episodio y estreno de la quinta temporada y nonagésimo tercer episodio a lo largo de la serie de televisión estadounidense de drama y ciencia ficción Arrow. El episodio fue escrito por Marc Guggenheim y Wendy Mericle basados en la historia de Greg Berlanti y dirigido por James Bamford. Fue estrenado el 5 de octubre de 2016 en Estados Unidos por la cadena The CW.
Oliver debe defender por sí mismo a los habitantes de Star City después de la muerte de Laurel y la salida de Thea y Diggle del equipo. Con la aparición en escena de un nuevo señor del crimen llamado Tobias Church, Felicity sugiere a Oliver reclutar a algunos de los vigilantes que están sobrepoblando la ciudad. Mientras tanto en un flashback, Oliver viaja a Rusia donde se reencuentra con Anataloy y espera cumplir la promesa que le hizo a Taiana antes de morir.

## Elenco
- Stephen Amell como Oliver Queen/Flecha Verde.
- David Ramsey como John Diggle.
- Willa Holland como Thea Queen/Speedy.
- Emily Bett Rickards como Felicity Smoak/Overwatch.
- Echo Kellum como Curtis Holt.
- Paul Blackthorne como Quentin Lance.

## Continuidad
- Este episodio es el estreno de la quinta temporada de la serie.
- El episodio marca la primera aparición de René Ramírez, Tobias Church, Billy Malone, Viktor, Sergio, Pino Bertinelli, el oficial Benton y el teniente Conahan
- Anatoly Knyazev fue visto anteriormente en Unthinkable, vía flashback.
- Adrian Holmes fue visto anteriormente en Broken Hearts.
- Lonnie Machin fue visto anteriormente en Lost in the Flood.
- Laurel Lance fue vista anteriormente en Genesis.

- Laurel fue asesinada por Damien Darhk en Eleven-Fifty-Nine.

- Felicity sugiere a Oliver comenzar a reclutar a nuevos miembros para el equipo pero este se muestra renuente.
- Se revela que Diggle se encuentra sirviendo en una unidad en Chechenia.
- Thea se viste nuevamente como Speedy para ayudar a Oliver.
- Se revela que Laurel le pidió a Oliver no dejar que ella fuera la última Canario Negro.
- Quentin revela que terminó su relación con Donna y que ha vuelto a beber.
- Curtis es víctima de un asalto y le pide a Oliver que lo entrene.
- Se revela que Felicity tiene una nueva relación.
- Tobias Church asesina a Pino Bertinelli como parte de su plan de unificar todas las células criminales bajo su mando.
- Oliver decide comenzar a reclutar nuevos miembros para el equipo.
- Este es el primer episodio en el que Echo Kellum es acreditado como miembro del elenco principal.

- Kellum fue ascendido al elenco principal de la serie a partir de la quinta temporada.

- Este es el primer episodio en el que Katie Cassidy no es acreditada como miembro del elenco principal.

- Cassidy firmó un contrato que le concede la calidad de actor principal a través de todas las series del Arrowverso.

## Desarrollo

### Producción
La producción de este episodio se llevó a cabo del 23 de junio al 4 de julio de 2016.

### Filmación
El episodio fue filmado del 5 al 15 de julio de 2016.

### Casting
El 4 de abril de 2016, se dio a conocer que Echo Kellum fue promovido al elenco principal de la serie.
El 15 de junio se dio a conocer que Rick Gonzalez fue elegido para interpretar de forma recurrente a un exmarine convertido en justiciero bajo el alias de Wild Dog, cuya naturaleza imprudente insta a Oliver a protegerlo. El 21 de junio, se dio a conocer que Chad L. Coleman fue elegido para interpretar al villano principal de la temporada de nombre Tobias Church, un hombre que busca ocupar el lugar de Damien Darhk al intentar unir a varias organizaciones criminales de Star City bajo su mando. El 28 de junio se dio a conocer que Tyler Ritter fue elegido para interpretar de forma recurrente al detective Malone.
El 23 de julio, durante la Convención Internacional de Cómics de San Diego se dio a conocer el regreso de Katie Cassidy como Laurel Lance. También se confirmó el regreso de David Nykl y Adrian Holmes como Anatoli Knyazev y Frank Pike, respectivamente.